# Biglobe
A BIGLOBE Inc. (ビッグローブ; a „big” és a „globe” szavak összerántása) Japán egyik vezető internetszolgáltatója, melyet a NEC BIGLOBE, Ltd., a NEC Corporation leányvállalata alapított 2006. július 3-án.
2017 januárjában a KDDI 80 milliárd jenért felvásárolta a céget.